# Proto-ouralien
 (juin 2019).
Si vous disposez d'ouvrages ou d'articles de référence ou si vous connaissez des sites web de qualité traitant du thème abordé ici, merci de compléter l'article en donnant les références utiles à sa vérifiabilité et en les liant à la section « Notes et références ».

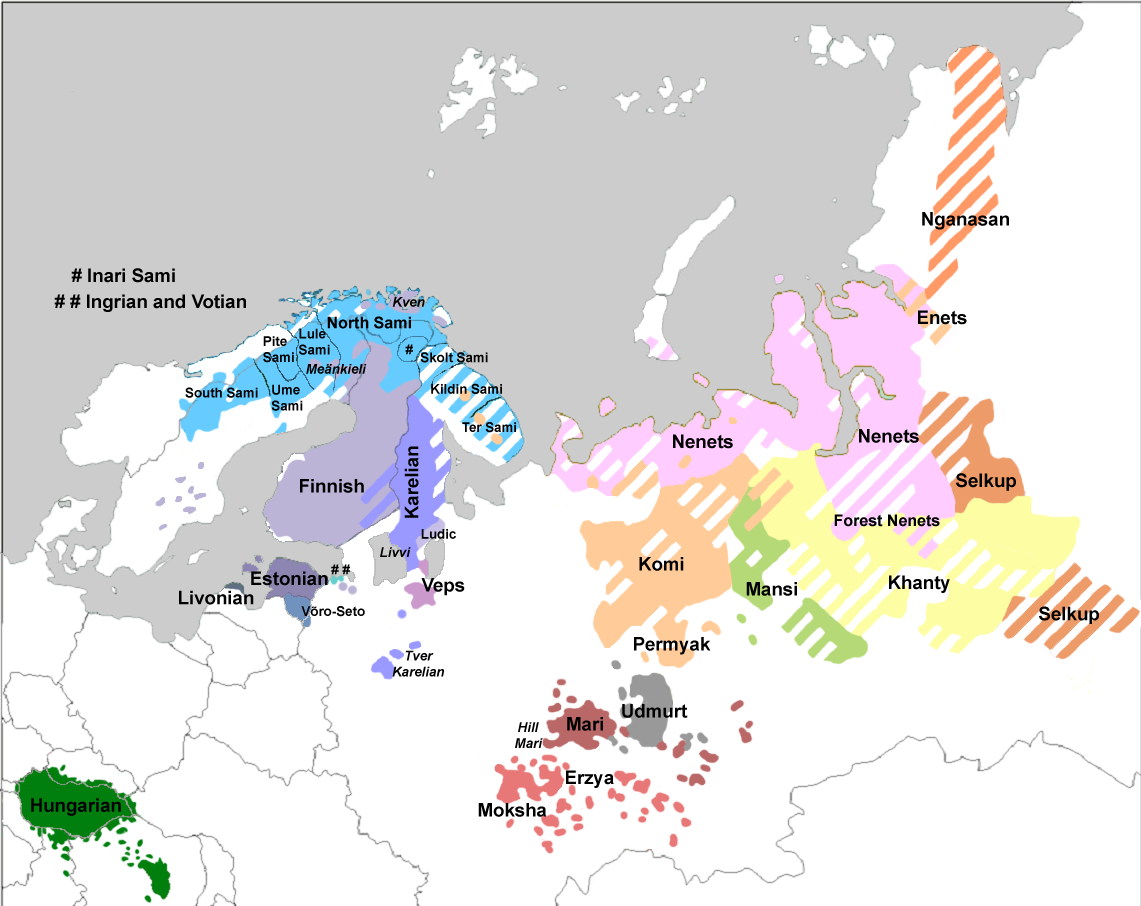
Carte de toutes les langues ouraliennes

Le proto-ouralien est une proto-langue hypothétique reconstruite, considérée comme l'ancêtre de l'ensemble des langues ouraliennes. Il aurait été parlé aux alentours de 7000 à 2000 av. J.-C., avant de s'étendre et de donner naissance aux langues ouraliennes actuelles. On ignore d'où elle provient exactement et beaucoup de lieux différents (en) ont déjà été proposés, mais les monts Oural sont habituellement avancés.

## Définition
Suivant un modèle binaire traditionnel, le proto-ouralien a d'abord divergé en proto-Samoyède et en proto-finno-ougrien. Toutefois, le proto-finno-ougrien reconstruit est très proche du proto-ouralien au point de ne pas pouvoir en être distingué et de nombreuses différences se présentent selon la méthode de reconstruction. Selon d'autres reconstructions de l'histoire des langues ouraliennes, le proto-ouralien se serait scindé en trois branches (le proto-permien, le proto-ougrien et le proto-samoyède).

## Phonologie
La phonologie du proto-ouralien ressemblait probablement à cela :

### Voyelles
|          | Antérieures   | Antérieures | Postérieures  | Postérieures |
|          | Non arrondies | Arrondies   | Non arrondies | Arrondies    |
| -------- | ------------- | ----------- | ------------- | ------------ |
| Fermées  | i /i/         | ü /y/       | ï /ɯ/         | u /u/        |
| Moyennes | e /e/         |             |               | o /o/        |
| Ouvertes | ä /æ/         |             | a /ɑ/         |              |

### Consonnes
|              | Bilabiale | Dentale | Palatal        | Palato-alvéolaire | Velaire | Inconnu |
| ------------ | --------- | ------- | -------------- | ----------------- | ------- | ------- |
| Occlusive    | p /p/     | t /t/   | (ć /t͡sʲ ~ t͡ɕ/) | č /t̠͡ʃ/            | k /k/   |         |
| Nasale       | m /m/     | n /n/   | ń /nʲ ~ ɲ/     |                   | ŋ /ŋ/   |         |
| Sibilante    |           | s /s/   | ś /sʲ ~ ɕ/     | (š /ʃ/)           |         |         |
| Spirante     |           | δ /ð/   | δ´ /ðʲ/        |                   |         |         |
| Latérale     |           | l /l/   | (ľ /lʲ ~ ʎ/)   |                   |         |         |
| Roulée       |           | r /r/   |                |                   |         |         |
| Semi-voyelle | w /w/     |         | j /j/          |                   |         |         |
| Inconnu      |           |         |                |                   |         | /x/ ?   |

## Grammaire
La grammaire du proto-ouralien était agglutinante.

### Substantif
Les noms du proto-ouralien ont été reconstitués avec au moins six cas nominaux et trois nombres : singulier, dual et pluriel. Le genre grammatical n'était pas reconnu et aucune langue ouralienne n'en a de nos jours. Le nom n'avait vraisemblablement pas d'article.
Le marquage du pluriel se faisait avec *-t en position finale et avec *-j- en position non-finale, comme avec les mots finnois talot et talojen. Le duel était marqué par un *-k- mais beaucoup de langues ouraliennes contemporaines ont perdu ce nombre.